# Bednarówka (rejon czortkowski)
Bednarówka  (ukr.  Боднарівка) – wieś na Ukrainie, w  rejonie czortkowskim obwodu tarnopolskiego, w hromadzie Husiatyn. Do 2020 w rejonie husiatyńskim.
Bednarówka leży nad Zbruczem, na przeciw wsi Bednarówka w rejonie kamienieckim obwodu chmielnickiego.

## Historia
Pierwsza wzmianka pisemna pochodzi z 1532 roku. Historia Bodnarówki jest ściśle związana z historią wsi o tej samej nazwie w rejonie kamienieckim w obwodzie chmielnickim — rozdzielonej przez rzekę Zbrucz po pierwszym rozbiorze Rzeczypospolitej w 1772 roku; wcześniej była to jedna, podolska wieś Bednarówka. 
W II Rzeczypospolitej stacjonowały tu jednostki graniczne Wojska Polskiego: w lutym 1922 w Bednarówce wystawiła placówkę 3 kompania 23 batalionu celnego, a w latach 1926–1939 znajdowała się tu strażnica Korpusu Ochrony Pogranicza.
W 1958 roku chutory Bednarówka i Trojanówka połączono w jedną wieś Bednarówka. Współczesna wieś Bednarówka leży właściwie w miejscu po dawnej wsi Trojanówka, natomiast miejsce historycznej wsi Bednarówka nad Zbruczem jest obecnie bardzo słabo zabudowane.
Do 2020 roku część rejonu husiatyńskiego, od 2020 – czortkowskiego.